# Françoise Heilmann-Pascal
Françoise Heilmann-Pascal, née le 14 janvier 1965, est une ingénieure aéronautique française.

## Biographie
Françoise Heilmann-Pascal naît le 14 janvier 1965[réf. nécessaire].
Heilmann-Pascal travaille pendant 15 ans au Centre national d'études spatiales (Cnes) puis chez EADS, sur les projets Ariane 4, Ariane 5, et les lanceurs Soyouz,.
Elle quitte EADS en 2005 et annonce au Salon du Bourget vouloir développer une forme de tourisme en dirigeable en Aquitaine. La veille de son annonce, elle effectue deux vols inauguraux en Île-de-France accompagnée d’industriels de l'aéronautique et de responsables politiques de la région Aquitaine,. Elle s’installe dans l’Aerospace Valley à Mérignac (Gironde), où elle crée son entreprise de promotion des dirigeables en 2006.
En 2006, elle reçoit le prix Irène-Joliot-Curie dans la catégorie Parcours femme entreprise.
En 2017, elle travaille sur le projet de dirigeable Stratobus pour la société Airstar Aerospace.

## Prix
- 2006 : prix Irène-Joliot-Curie, catégorie Parcours femme entreprise[1]